# Landelijke fietsroute 24
De LF24 was een LF-route in Nederland tussen Egmond aan den Hoef en Hoorn, een route van ongeveer 38 kilometer. Het fietspad was een verbinding tussen de LF1 (Noordzeeroute) bij Egmond aan den Hoef en de LF21 in Hoorn (Zuiderzeeroute). De route werd onderweg gekruist door de LF7 (Oeverlandroute). 